# ZVV Groene Ster
ZVV Groene Ster is een zaalvoetbalvereniging uit de Nederlandse gemeente Vlissingen. De club is opgericht op 27 april 2007. Groene Ster debuteerde in het seizoen 2013/14 in de Eredivisie en wist zich hierin te handhaven. In het seizoen 2018/19 behaalde de club haar grootste succes door de finale van de KNVB-Beker te bereiken, de finale werd met 5-2 verloren van FC Eindhoven. Groene Ster speelde van 2013 tot 2025 onafgebroken in de Eredivisie. In 2025 degradeerde de club na 11 seizoenen op het hoogste niveau naar de eerste divisie. 

## Erelijst
- KNVB-Beker: verliezend finalist in 2019
- Promotie naar eredivisie in 2013